# غونتر هردر
غونتر هردر (بالألمانية: Günter Harder) هو أستاذ جامعي ورياضياتي ألماني، ولد في 14 مارس 1938 في راتسهبورغ في ألمانيا.